# Lagahida
Cet article concerne un district de la région Somali en Éthiopie. Pour le district de la région Oromia, voir Legehida.
Lagahida  ou Legehida est un woreda de l'est de l’Éthiopie situé dans la zone Erer de la région Somali et limitrophe de la région Oromia. Ce district compte 17 415 habitants au recensement national de 2007 sur un territoire proche du Chébéli mais la plupart des cartes le situe plus au nord le long de la rivière Erer. La partie sud du district se détache récemment sous le nom de Qubi.

## Situation
- Lagahida.

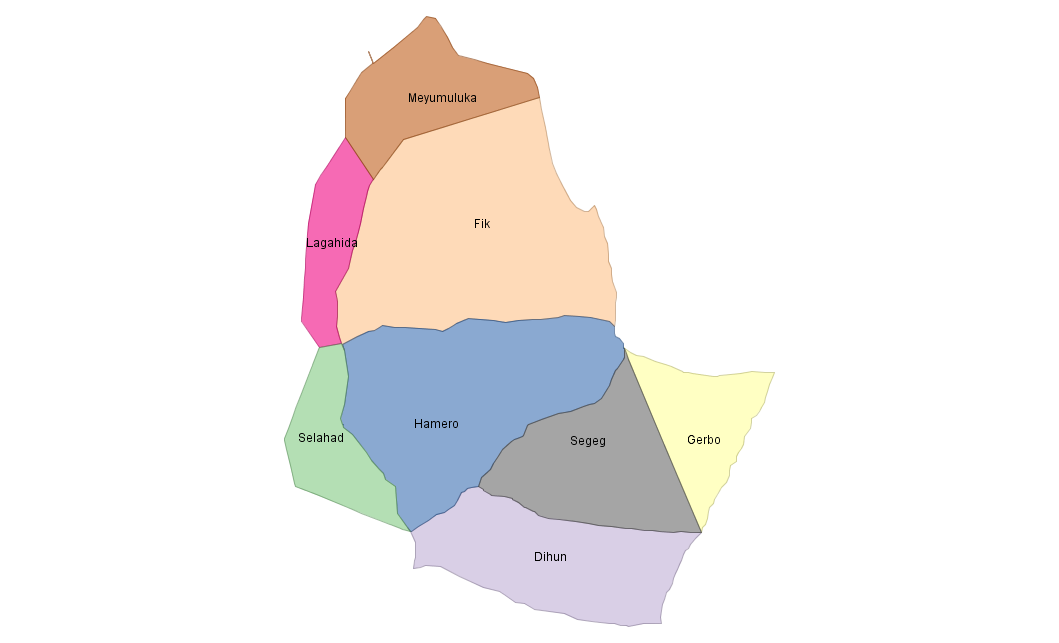
Composition initiale de la zone Fiq.
Lagahida.

Lagahida est mentionné sur plusieurs cartes vers 8° N, 42° E, au nord-ouest de la zone Fiq puis de la zone Erer de la région Somali, son territoire s'étirant entre la région Oromia et la rivière Erer qui le sépare du woreda Fiq,.
Le district recensé en 2007 se situerait néanmoins vers 7° 40′ N, 41° 55′ E, avec Hamero à l'est, Salahad au sud et les zones Est Bale et Est Hararghe de la région Oromia à l'ouest et au nord.
À part une carte de la région en 2020 qui place le district au sud du Chébéli autour de la localité éponyme,, il semble que Lagahida retrouve sa position initiale le long de la rivière Erer au cours des années 2010 et que sa partie sud rejoint récemment le nouveau woreda Qubi.
Comparé aux limites récentes, le district recensé en 2007 sous le nom de Lagahida a finalement peu de rapport avec le district actuel mais il comprend la majeure partie du futur woreda Qudi, le reste étant transféré dans la zone Est Hararghe de la région Oromia[réf. souhaitée].

## Population
Le recensement national de 2007 fait état de 17 415 habitants dans le district de l'époque, dont 13 % de citadins qui sont les 2 180 habitants du centre administratif.
Presque tous les habitants sont musulmans.
En 2022, la population est estimée sur le même périmètre à 25 469 personnes avec une densité de population de 26 personnes par km2 et 966 km2 de superficie.
Le district est principalement habité par des Oromos Arsi (en) ainsi que par des Somalis Karanle du clan Hawiyé[réf. souhaitée].